# Gyöngyi Polónyi
Gyöngyi Polónyi (n. 13 aprilie 1942, Budapesta, Regatul Ungariei – d. 16 aprilie 2012, Budapesta, Ungaria) a fost o actriță maghiară.

## Biografie
Gyöngyi Polónyi s-a născut pe 13 aprilie 1942 la Budapesta. A absolvit Academia de Teatru și Film din Budapesta în 1964, devenind în scurtă vreme o vedetă. A interpretat rolul principal, alături de Ilona Béres, Judit Halász și Teri Tordai, în filmul Fűre lépni szabad (1960), care este încă foarte vizionat la posturile maghiare de televiziune. Dintre cele patru actrițe care și-au început cariera în același timp, Gyöngyi Polónyi a dispărut după aproximativ două decenii de pe scena teatrului maghiar și și-a dedicat viața îngrijirii pro bono a bolnavilor, bătrânilor și persoanelor abandonate în cadrul unui Spital din Pesta.
Gyöngyi Polónyi a obținut primul rol în film încă din ultimul an de liceu și a jucat apoi în numeroase filme de cinema și de televiziune. Printre cele mai cunoscute filme în care a jucat se numără Fűre lépni szabad (1960), Esős vasárnap (1962), Fiii omului cu inima de piatră (1965) și Napló szerelmeimnek (1987). Actrița a fost angajată pentru un sezon la Teatrul Național din Pécs, iar din 1965 a jucat la Teatrul Thália. A interpretat mai multe roluri în perioada studenției la Teatrul Thália, realizând în primii ani câteva roluri feminine puternice pentru ca ulterior să primească roluri mai puțin importante. Printre rolurile interpretate sunt de menționat Kató Reich (Endre Fejes: Rozsdatemető), Irina (Cehov: Trei surori), Flora Tóth (Sándor Bródy: învățătoarea), Maria (Hemingway: Pentru cine bat clopotele), Melinda (József Katona: Bánk bán), Fehérvállú (Szép asszonyok egy gazdag házban), Anna (Karol Wojtyla: Az aranyműves boltja). Gyöngyi Polónyi a jucat pentru la Teatrul Thália, timp de aproape trei decenii.
Numărul rolurilor interpretate potrivit evidențelor teatrale este de 55, dintre care aproximativ douăzeci sunt înregistrate.

## Filmografie
- 1960 Fűre lépni szabad - Juli Kéri
- 1962 Esős vasárnap - Ági Balázs
- 1962 Csudapest
- 1964 Menazséria
- 1965 Fiii omului cu inima de piatră - Edit Liedenwall
- 1967 Studiu despre femei (Tanulmány a nőkről), regia Márton Keleti
- 1968 Tigris és hiéna (film TV)
- 1972 Aranyliba (film TV)
- 1973 Karagöz (film TV)
- 1987 Napló szerelmeimnek